# Салют-6 ЕО-1
Перший основний екіпаж станції Салют-6 — перший довготривалий екіпаж на станції Салют-6. Другий політ на станцію Салют-6.

## Мета польоту
Перший основний екіпаж станції мав перевірити можливість:
Заміни пілотованого корабля в польоті для збільшення тривалості перебування екіпажу на станції понад гарантійний термін експлуатації корабля.
Використання безпілотного вантажного корабля для поповнення паливних запасів станції і продовження її польоту понад початковий строк польоту.
Поповнення продовольства в польоті для перебування екіпажу на станції значно довше, ніж це було можливо з попередніми станціями типу Салют.

## Екіпаж
- Основний

Командир Романенко Юрій Вікторович
Бортінженер Гречко Георгій Михайлович
- Дублерний

Командир Ковальонок Володимир Васильович
Бортінженер Іванченков Олександр Сергійович
- Резервний

Командир Ляхов Володимир Афанасійович, Попов Леонід Іванович
Бортінженер Рюмін Валерій Вікторович, Лебедєв Валентин Віталійович

## Політ
Після невдалої спроби зістикуватися космічного корабля Союз-25 зі станцією було вирішено запустити наступний корабель з екіпажем, який мав перевірити стан переднього стикувального порту і з'ясувати можливість подальшої повноцінної експлуатації станції.

### Запуск Союза-26
10 грудня 1977 успішно стартував космічний корабель Союз-26 і 11 грудня без проблем пристикувався до заднього стикувального порту станції Салют-6.

### Вихід у відкритий космос
19 грудня екіпаж здійснив частковий вихід у відкритий космос (з розгерметизацією шлюзового відсіку, але без виходу зі станції) тривалістю 1 година 28 хвилин для перевірки стану переднього стикувального порту станції Салют-6 і виявив, що порт справний.
Під час перевірки стану стикувального вузла Юрій Романенко почав рухатися від станції, оскільки не був прикріплений страховим фалом. Геооргій Гречко вхопив страховий фал командира і затяг його назад до станці.
Попередній вихід у відкритий космос за радянською космічною програмою здійснено 16 січня 1969 при переході космонавтів Єлісеєва і Хрунова з космічного корабля Союз-5 в космічний корабель Союз-4.

### Запуск Союза-27
10 січня 1978 успішно стартував космічний корабель Союз-27 з першим екіпажем відвідування, космонавтами Джанібековим і Макаровим, і 11 січня успішно пристикувався до переднього стикувального порту комплексу Салют-6 — Союз-26.
Після стикування на станції вперше в історії перебувало одночасно чотири особи: Романенко/Гречко/Джанібеков/Макаров.
13 січня 1978 екіпажі здійснили перший в історії обмін ложементами і центрувальним вантажами між кораблями для обміну кораблями.

### Відстикування Союза-26
16 січня 1978 Союз-26 з першим екіпажем відвідування (Джанібеков/Макаров) відстикувався від заднього стикувального порту комплексу Салют-6 — Союз-27 і успішно приземлився за 265 км захід від міста Цілиноград.
На станції залишився перший основний екіпаж (Романенко/Гречко).
Відстикування корабля  Союз-26 звільнило задній стикувальний порт для корабля Прогрес-1.
Після заміни корабля екіпаж міг перебувати на станції довше 90 діб — гарантованого терміну роботи космічного корабля Союз.

### Прогрес-1
20 січня 1978 було запущено автоматичний вантажний корабель Прогрес-1, який зістикувався зі станцією 22 січня.
Перший Прогрес доставив на станцію їжу, повітря, воду і паливо. Під час спільного польоту космонавти розвантажили з корабля доставлені вантажі і заповнили його зіпсованими і використаними речами. Перед першим в історії космонавтики перекачуванням палива космонавти ретельно кілька днів перевіряли цілість паливопроводів. 2 і 3 лютого було перекачано окисник і пальне. 5 лютого стиснутим азотом з Прогреса продули паливні магістралі для запобігання потрапляння токсичних компонентів на стикувальний вузол після відстикування.
6 лютого 1978 Прогрес-1 відстикувався від станції і 8 лютого згорів у щільних шарах атмосфери.

### Союз-28
2 березня 1978 було успішно запущено космічний корабель Союз-28 з першим міжнародним екіпажем. Громадянин Чехословаччини Владимир Ремек став першим неамериканським і нерадянським космонавтом. Перший політ за програмою Інтеркосмос — спільне дослідження космосу радянськими космонавтами і представниками дружніх країн.
3 березня Союз-28 пристикувався до орбітальної станції Салют-6.
10 березня екіпаж повернувся на Землю на космічному кораблі Союз-28. Заміна корабля не здійснювалася, оскільки основний екіпаж мав незабаром повернутися.

### Посадка Союза-27
16 березня спускний апарат Союза-27 успішно приземлився за 265 км захід від міста Цілиноград.
Станція продовжила політ в автоматичному режимі.

## Результат польоту
Екіпаж виконав усі заплановані цілі.
В польоті вперше в історії космонавтики:
- зістиковано три космічні апарати,
- одночасно на одному космічному апараті перебувало чотири особи,
- відбулася заміна пілотованого корабля,
- здійснив політ перший автоматичний вантажний космічний корабель,
- поповнено запаси палива і продовольства,
- здійснив політ перший міжнародний екіпаж.